# Vida Erika (néprajzi szakíró)
Vida Erika (leánykori neve: Tekei Erika; Szatmárnémeti, 1970. február 17.) erdélyi magyar szerkesztő, néprajzi szakíró, Vida Gábor (1968) felesége.

## Életútja
Középiskoláit szülővárosában, a mai Kölcsey Ferenc Gimnáziumban végezte (1988), majd a BBTE-n szerzett magyar–angol szakos diplomát (1996), közben néprajzi tanulmányokat is folytatott. 1998-tól a marosvásárhelyi Mentor Kiadónál olvasószerkesztő, 2003-tól szerkesztő, 2008-tól a kiadó felelős szerkesztője.
Már egyetemi hallgató korában részt vett a Kriza János Néprajzi Társaság évkönyveinek szerkesztésében, kutatási programjaiban (a moldvai csángó faluközösségekben, a cigánykutatásban), tanulmányai jelentek meg a magyar néprajz szakos hallgatók II. nemzetközi konferenciáján elhangzott előadásokat tartalmazó Változások diákszemmel (Illyefalva, 1993), valamint a III. nemzetközi konferenciájának előadásait publikáló A másik ember c. kötetekben (szerk. Romsics Imre. Kalocsai Múzeumi Értekezések I.). Korai néprajzi tanulmányait Tekei Erika néven publikálta.
Válogatásában és gondozásában jelent meg a Mentor Kiadó mesekönyvsorozata s abban Wass Alberttől az Erdők könyve, Tavak könyve, Válogatott magyar népmesék, Válogatott magyar mondák (Marosvásárhely, 2004–2005), Áprily Lajostól a Fegyvertelen vadász dala (Marosvásárhely, 2007), átdolgozásában Kriza János Háromszéki népmesék és Udvarhelyszéki népmesék c. kötete (mindkettő Marosvásárhely, 2005). Szerkesztette és gondozta (Dóczy Örssel közösen) Koncz József: A marosvásárhelyi Evangélikus Református Kollégium története. 1557–1895 c. munkájának újbóli kiadását (Marosvásárhely, 2007); Vida Gáborral együtt gondozta Eginald Schlattner Fejvesztett kakas (Kolozsvár, 2006) c. könyvének magyar fordítását.
Kiadás alatt áll az ördöngösfüzesi Hideg Anna meséit tartalmazó (Magyar Zoltánnal közösen gyűjtött és átdolgozott) kötete (Tetűbőr belezna, Marosvásárhely), valamint a Koncz József-könyv történetét feltáró, a Magyar Tudomány Napja Erdélyben c. 2007. évi konferencián elhangzott előadása.

## Díjak, elismerések
2007-ben, Dóczy Örssel közösen elnyerte az EME évi Debüt-díját.